# Мерзад Маданчі
Мерзад Маданчі (перс. مهرزاد معدنچى, нар. 10 січня 1985, Шираз) — іранський футболіст, що грав на позиції півзахисника.
Виступав, зокрема, за клуб «Фаджр Сепасі», а також національну збірну Ірану.

## Клубна кар'єра
У дорослому футболі дебютував 2000 року виступами за команду клубу «Фаджр Сепасі», в якій провів один сезон. 
Протягом 2001—2002 років захищав кольори команди клубу «Хома» (Шираз).
Своєю грою за останню команду знову привернув увагу представників тренерського штабу клубу «Фаджр Сепасі», до складу якого повернувся 2002 року. Цього разу відіграв за команду з Шираза наступні три сезони своєї ігрової кар'єри.
Згодом з 2005 по 2013 рік грав у складі команд клубів «Персеполіс», «Аль-Шааб», «Аль-Наср» (Ер-Ріяд), «Аль-Аглі» (Дубай), «Стіл Азін», «Аль-Шааб» та «Персеполіс».
Завершив професійну ігрову кар'єру у клубі «Фаджр Сепасі», у складі якого вже виступав раніше. Прийшов до команди 2013 року, захищав її кольори до припинення виступів на професійному рівні у 2014 році.

## Виступи за збірну
У 2003 році дебютував в офіційних матчах у складі національної збірної Ірану. Протягом кар'єри у національній команді, яка тривала 8 років, провів у формі головної команди країни 42 матчі, забивши 8 голів.
У складі збірної був учасником чемпіонату світу 2006 року у Німеччині, кубка Азії з футболу 2007 року у чотирьох країнах відразу.